# Ordine nazionale del Cedro
L'Ordine Nazionale del Cedro è il secondo ordine cavalleresco del Libano per importanza.

## Storia
L'Onorificenza venne creata il 31 dicembre 1936, ma venne regolata dal codice libanese per le decorazioni dal 12 giugno 1959 con il decreto-legge 122. La decorazione venne pensata come massima ricompensa per quanti avessero reso grandi servizi al Libano o si fossero distinti per spettacolari atti di coraggio, devozione o per grandi valori morali, o ancora per molti anni di fedele servizio nel campo pubblico.
La medaglia, nelle sue forme, riprende fedelmente la Legion d'Onore francese, quella Francia di cui il Libano è stato colonia per diverso tempo sino al 1943. L'istituzione dell'Ordine nel 1936, infatti, si situa nel pieno del periodo di dominazione coloniale.

## Classi
L'ordine dispone di cinque classi di benemerenza:
- Gran Cordone
- Grand'Ufficiale
- Commendatore
- Ufficiale
- Cavaliere

| Nastri    |           |              |                 |              |
| Cavaliere | Ufficiale | Commendatore | Grand'Ufficiale | Gran Cordone |

## Insegne
- La medaglia dell'Ordine consiste in un asterisco Maltese a cinque bracci ricoperto di pasta di vetro bianca, con piante di cedro del Libano fra le braccia. Il disco centrale è in smalti rossi riportante la scritta araba in oro لبنان (Libano) circondato di una treccia dorata. Il distintivo è sostenuto al nastro da una corona di foglie di alloro verdi.
- La placca riprende le medesime decorazioni della medaglia montate su una asterisco d'argento.
- Il nastro è rosso affiancato da una striscia verde su ciascun lato.